# Разговор
Разговор — форма интерактивного, спонтанного общения между двумя или более людьми. Как правило, разговор происходит при речевой коммуникации, в то время как письменный обмен сообщениями обычно разговором не считают. Развитие разговорных навыков и этикета — важная часть социализации. Развитие навыков разговора на иностранном языке — ключевой пункт преподавания и обучения иностранным языкам.
Конверсационный анализ — это область социологии, которая изучает структуру и организацию взаимодействия людей, со специализацией на речевом взаимодействии.

## Определение и характеристика
Для понятия разговора не существует единого определения, помимо того, что в разговоре участвуют как минимум два человека. Поэтому данный термин объясняется тем, чем он не является. Ритуализованное взаимодействие, такое как приветствие, разговором не является. Не является им и речевое взаимодействие, маркирующее различный статус обменивающихся информацией (например, отдача начальником распоряжений подчинённому). Обобщая вышесказанное, один из исследователей пишет: «Разговор — вид речевого взаимодействия, которое происходит неформально, симметрично и для целей установления и поддержания социальных связей.»
С менее технократической точки зрения эксперт по этикету в начале 20 века определил разговор как взаимный обмен мыслями людей, говорящих друг с другом в одной компании.
Разговор должен следовать правилам этикета, потому что разговор является одним из видов социального взаимодействия. Особые методы ведения разговора называются правилами общения. Несоблюдение этих правил может привести к осложнениям в разговоре или даже к его окончанию. Составляющие разговора — реплики к тому, что ранее уже в нём было сказано.
Разговоры могут считаться оптимальной формой общения в зависимости от намерений участников. Разговоры могут быть идеальной формой речевого взаимодействия в случае, если каждая сторона желает относительно равного обмена информацией, или когда стороны хотят построить социальные связи. С другой стороны, если требуется возможность просмотра и повторного анализа нужной информации, идеально подходит письменное общение. Разговор может также быть предпочтительнее, если контрагенты считают высшей ценностью использованное для общения время.